# Saint-Ouen-d'Aunis
Pour les articles homonymes, voir Saint-Ouen.
Saint-Ouen-d'Aunis est une commune du Sud-Ouest de la France située dans le département de la Charente-Maritime, en région Nouvelle-Aquitaine.
Ses habitants sont appelés les Audoniens et les Audoniennes.

## Géographie

### Localisation
Saint-Ouen-d'Aunis fait partie du canton de Marans. L'Aunis est une ancienne province historique de France, située dans le quart nord-ouest du département.

### Hameaux et lieux-dits
Outre le bourg, la commune comprend notamment le village du Breuil, une partie de celui de Péré Durand partagé avec la commune de Sainte-Soulle et une partie de celui de "Les Longeards" partagé avec la commune de Andilly.

### Voies de communication
La commune est traversée par la route départementale 137, qui passe par le village du Breuil. Quant au bourg de Saint-Ouen, il est traversé par la route départementale 202.
La route cyclable EuroVelo 1 (ou Vélodyssée) passe par l'ouest de la commune, en longeant le canal de Marans.

### Communes limitrophes
| Villedoux    | Andilly            |          |
| Saint-Xandre | Saint-Ouen-d'Aunis | Longèves |
|              | Sainte-Soulle      | Vérines  |

## Urbanisme

### Typologie
Au 1er janvier 2024, Saint-Ouen-d'Aunis est catégorisée bourg rural, selon la nouvelle grille communale de densité à 7 niveaux définie par l'Insee en 2022.
Elle est située hors unité urbaine. Par ailleurs la commune fait partie de l'aire d'attraction de La Rochelle, dont elle est une commune de la couronne,. Cette aire, qui regroupe 72 communes, est catégorisée dans les aires de 200 000 à moins de 700 000 habitants,.

### Occupation des sols
L'occupation des sols de la commune, telle qu'elle ressort de la base de données européenne d’occupation biophysique des sols Corine Land Cover (CLC), est marquée par l'importance des territoires agricoles (92,2 % en 2018), en diminution par rapport à 1990 (96,1 %). La répartition détaillée en 2018 est la suivante : 
terres arables (64,6 %), prairies (22,2 %), zones urbanisées (7,8 %), zones agricoles hétérogènes (5,5 %). L'évolution de l’occupation des sols de la commune et de ses infrastructures peut être observée sur les différentes représentations cartographiques du territoire : la carte de Cassini (XVIIIe siècle), la carte d'état-major (1820-1866) et les cartes ou photos aériennes de l'IGN pour la période actuelle (1950 à aujourd'hui).

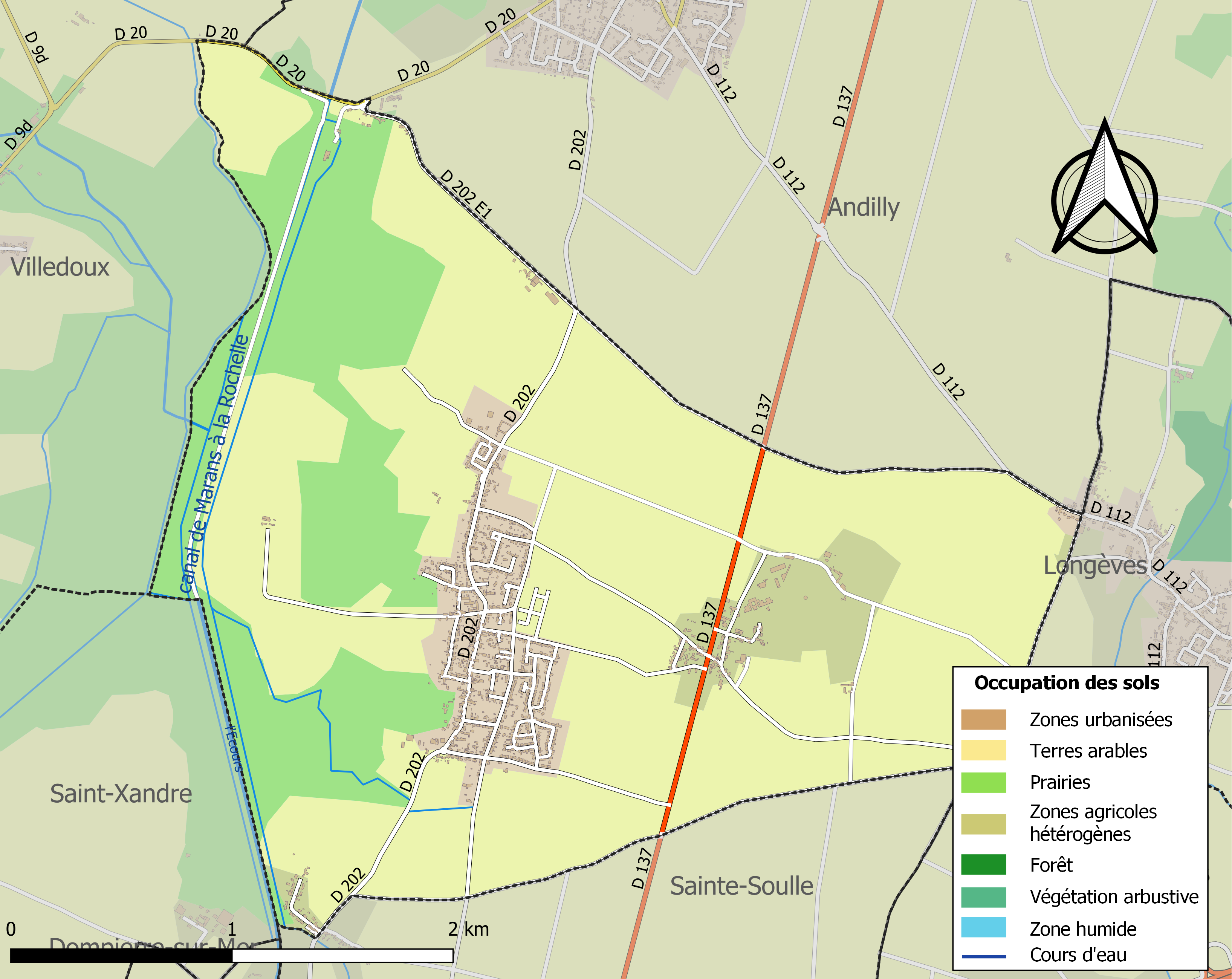
Carte des infrastructures et de l'occupation des sols de la commune en 2018 (CLC).

### Risques majeurs
Le territoire de la commune de Saint-Ouen-d'Aunis est vulnérable à différents aléas naturels : météorologiques (tempête, orage, neige, grand froid, canicule ou sécheresse), mouvements de terrains et séisme (sismicité modérée). Il est également exposé à un risque technologique,  le transport de matières dangereuses. Un site publié par le BRGM permet d'évaluer simplement et rapidement les risques d'un bien localisé soit par son adresse soit par le numéro de sa parcelle.

#### Risques naturels

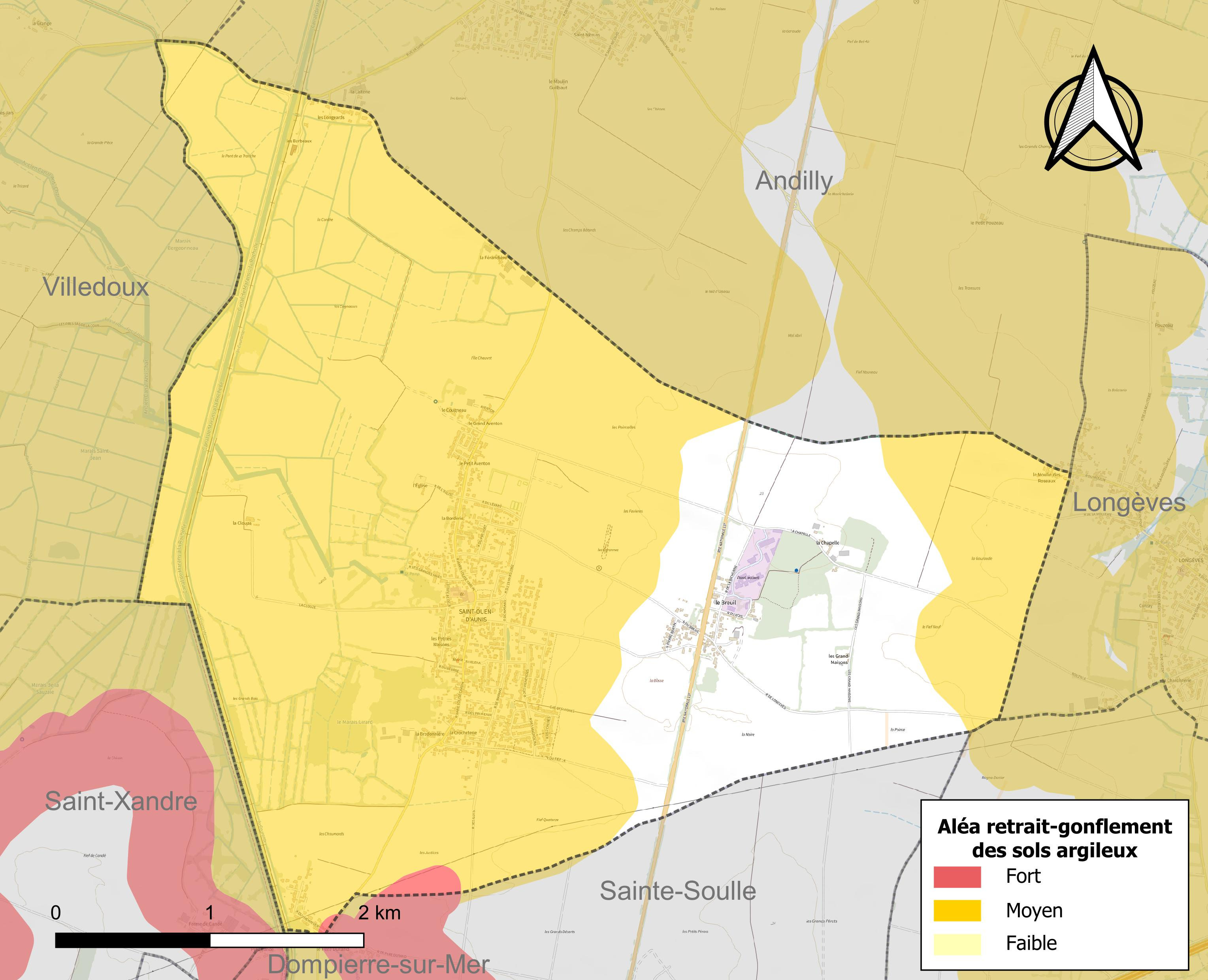
Carte des zones d'aléa retrait-gonflement des sols argileux de Saint-Ouen-d'Aunis.

Les mouvements de terrains susceptibles de se produire sur la commune sont des tassements différentiels.
Le retrait-gonflement des sols argileux est susceptible d'engendrer des dommages importants aux bâtiments en cas d’alternance de périodes de sécheresse et de pluie. 78,2 % de la superficie communale est en aléa moyen ou fort (54,2 % au niveau départemental et 48,5 % au niveau national). Sur les 666 bâtiments dénombrés sur la commune en 2019,  596 sont en aléa moyen ou fort, soit 89 %, à comparer aux 57 % au niveau départemental et 54 % au niveau national. Une cartographie de l'exposition du territoire national au retrait gonflement des sols argileux est disponible sur le site du BRGM,.
Par ailleurs, afin de mieux appréhender le risque d’affaissement de terrain, l'inventaire national des cavités souterraines permet de localiser celles situées sur la commune.
La commune a été reconnue en état de catastrophe naturelle au titre des dommages causés par les inondations et coulées de boue survenues en 1982, 1999 et 2010. Concernant les mouvements de terrains, la commune a été reconnue en état de catastrophe naturelle au titre des dommages causés par des mouvements de terrain en 1999 et 2010.

#### Risques technologiques
Le risque de transport de matières dangereuses sur la commune est lié à sa traversée par une ou des infrastructures routières ou ferroviaires importantes ou la présence d'une canalisation de transport d'hydrocarbures. Un accident se produisant sur de telles infrastructures est susceptible d’avoir des effets graves sur les biens, les personnes ou l'environnement, selon la nature du matériau transporté. Des dispositions d’urbanisme peuvent être préconisées en conséquence.

## Toponymie
Le nom de Saint-Ouen-d'Aunis provient d'Audonenus, à qui la paroisse avait été dédiée.
La commune a été renommée Marat en 1789, dans le cadre de l'effacement des références religieuses de la toponymie pendant la Révolution française. Elle a ensuite porté les noms de Saint Ouen (1793) ; Saint-Ouen (1801) ; Saint-Ouen-d'Aunis (1910).

## Administration

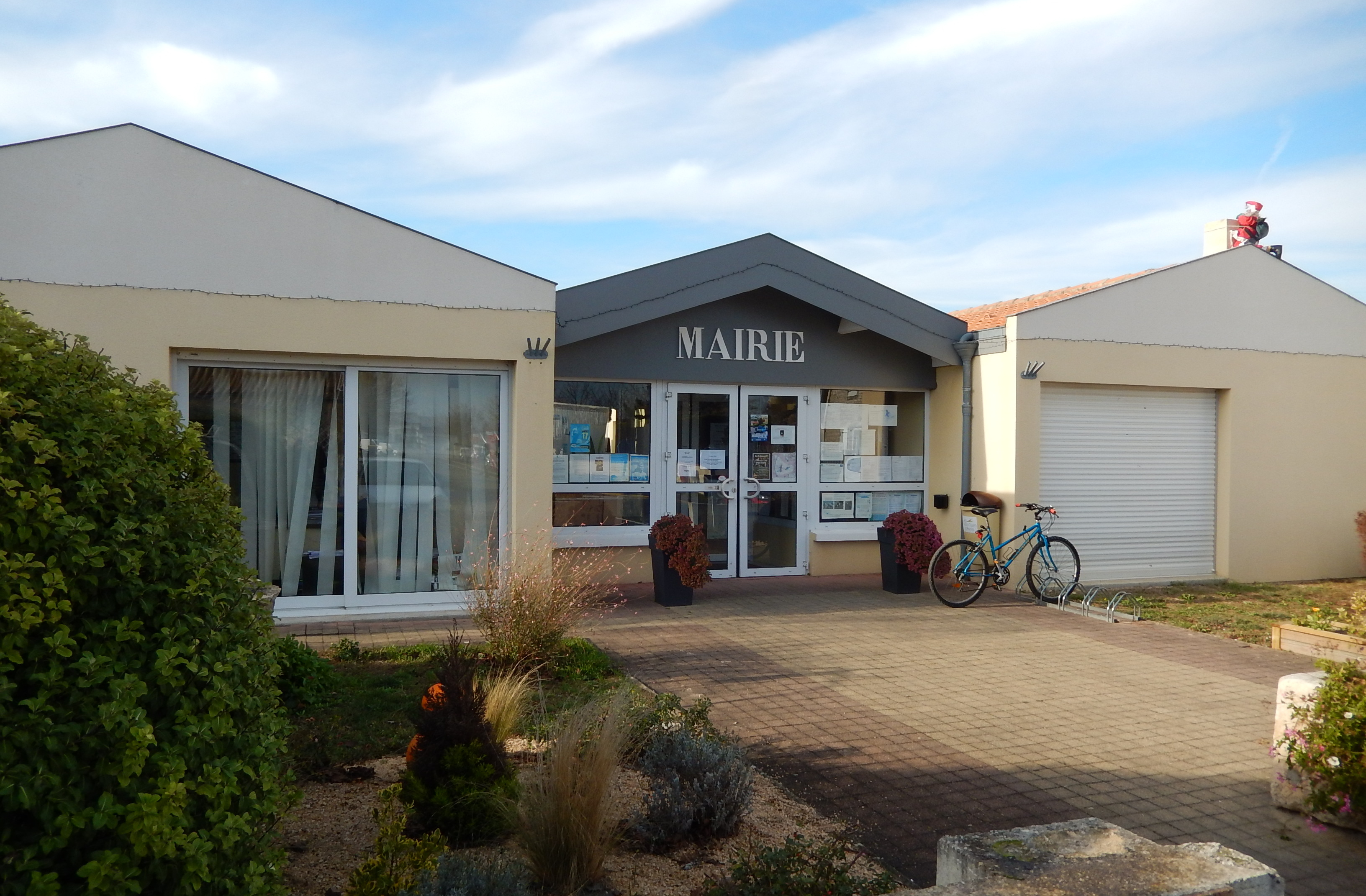
La mairie de Saint-Ouen-d'Aunis.

### Liste des maires
| Période                                  | Période  | Identité           | Étiquette | Qualité                                                         |
| ---------------------------------------- | -------- | ------------------ | --------- | --------------------------------------------------------------- |
| Les données manquantes sont à compléter. |          |                    |           |                                                                 |
|                                          |          |                    |           |                                                                 |
| 2001                                     | 2008     | Michel Szwankowski |           |                                                                 |
| 2008 (réélue en mai 2020)                | En cours | Valérie Amy-Moie   | DVD       | Employée (secteur privé) Conseillère départementale depuis 2021 |

## Population et société

### Démographie

#### Évolution démographique
L'évolution du nombre d'habitants est connue à travers les recensements de la population effectués dans la commune depuis 1793. Pour les communes de moins de 10 000 habitants, une enquête de recensement portant sur toute la population est réalisée tous les cinq ans, les populations de référence des années intermédiaires étant quant à elles estimées par interpolation ou extrapolation. Pour la commune, le premier recensement exhaustif entrant dans le cadre du nouveau dispositif a été réalisé en 2005.

En 2022, la commune comptait 2 133 habitants, en évolution de +30,14 % par rapport à 2016 (Charente-Maritime : +4,04 %, France hors Mayotte : +2,11 %).
| 1793 | 1800 | 1806 | 1821 | 1831 | 1836 | 1841 | 1846 | 1851 |
| ---- | ---- | ---- | ---- | ---- | ---- | ---- | ---- | ---- |
| 356  | 381  | 411  | 436  | 406  | 412  | 448  | 425  | 397  |

| 1856 | 1861 | 1866 | 1872 | 1876 | 1881 | 1886 | 1891 | 1896 |
| ---- | ---- | ---- | ---- | ---- | ---- | ---- | ---- | ---- |
| 389  | 408  | 418  | 398  | 386  | 390  | 362  | 348  | 318  |

| 1901 | 1906 | 1911 | 1921 | 1926 | 1931 | 1936 | 1946 | 1954 |
| ---- | ---- | ---- | ---- | ---- | ---- | ---- | ---- | ---- |
| 292  | 290  | 275  | 254  | 266  | 231  | 220  | 214  | 262  |

| 1962 | 1968 | 1975 | 1982 | 1990 | 1999 | 2005  | 2006  | 2010  |
| ---- | ---- | ---- | ---- | ---- | ---- | ----- | ----- | ----- |
| 283  | 246  | 339  | 524  | 612  | 692  | 1 104 | 1 136 | 1 201 |

| 2015  | 2020  | 2022  | - | - | - | - | - | - |
| ----- | ----- | ----- | - | - | - | - | - | - |
| 1 612 | 1 983 | 2 133 | - | - | - | - | - | - |

L'évolution démographique est caractérisée par une forte augmentation ces dernières années (quasi + 70 % entre 1999 et 2007).

## Lieux et monuments
- L'église, située dans le nord-ouest du village. La façade nord-est de cette église témoigne probablement d'importants remaniements.
- Les restes de la motte castrale du Breuil-Bertin ; inscrits à l'inventaire des Monuments Historiques[21] (situés dans une propriété privée).
- Des bâtiments datant de la Seconde Guerre Mondiale ayant appartenu au Mur de l'Atlantique, à La Clouze (situés dans une propriété privée).
- Le Pont des Prieurs, par lequel la route départementale 20 enjambe le canal de Marans à La Rochelle et la Vélodyssée.

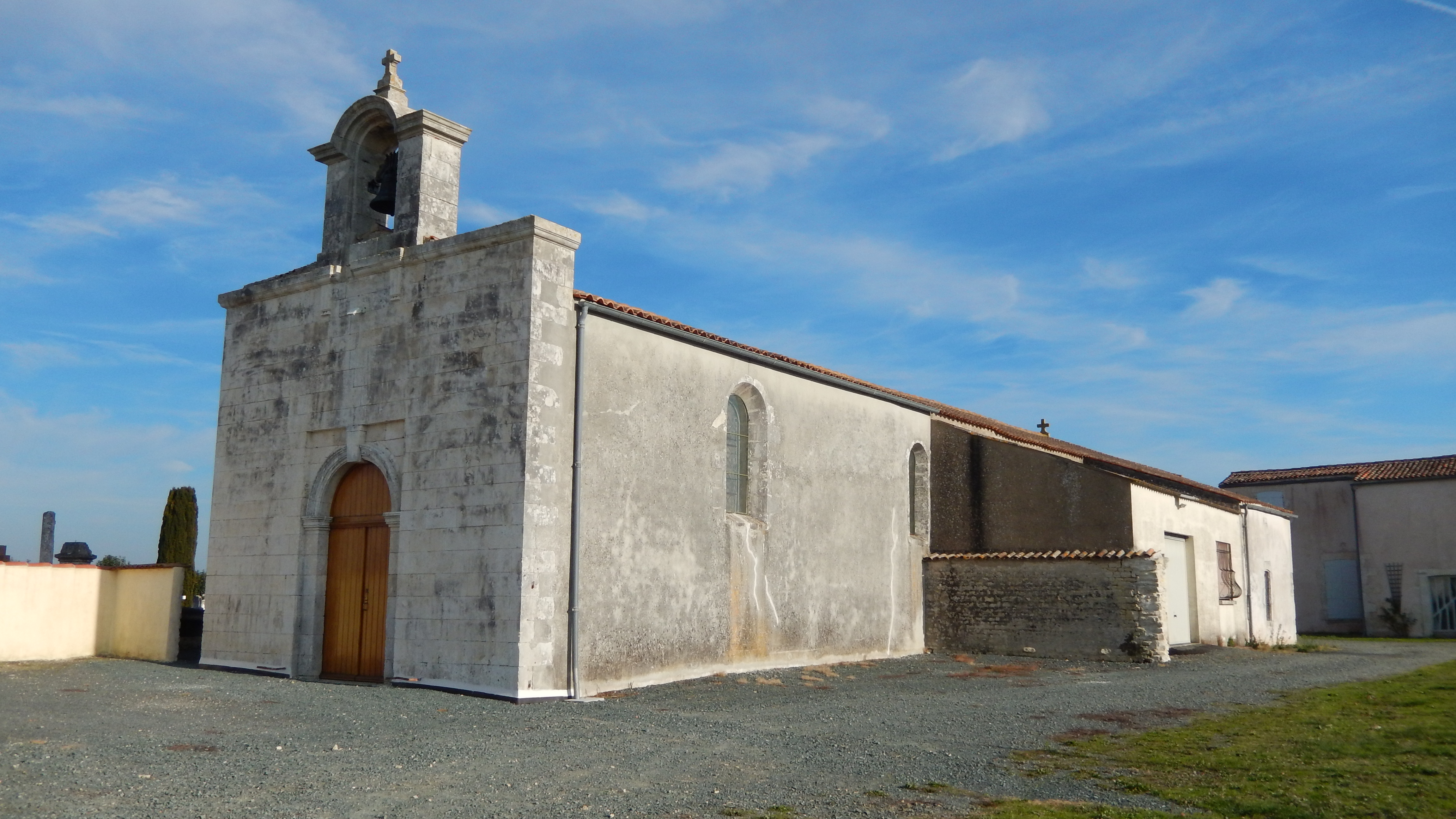
L'église Saint-Ouen, vue par l'ouest.
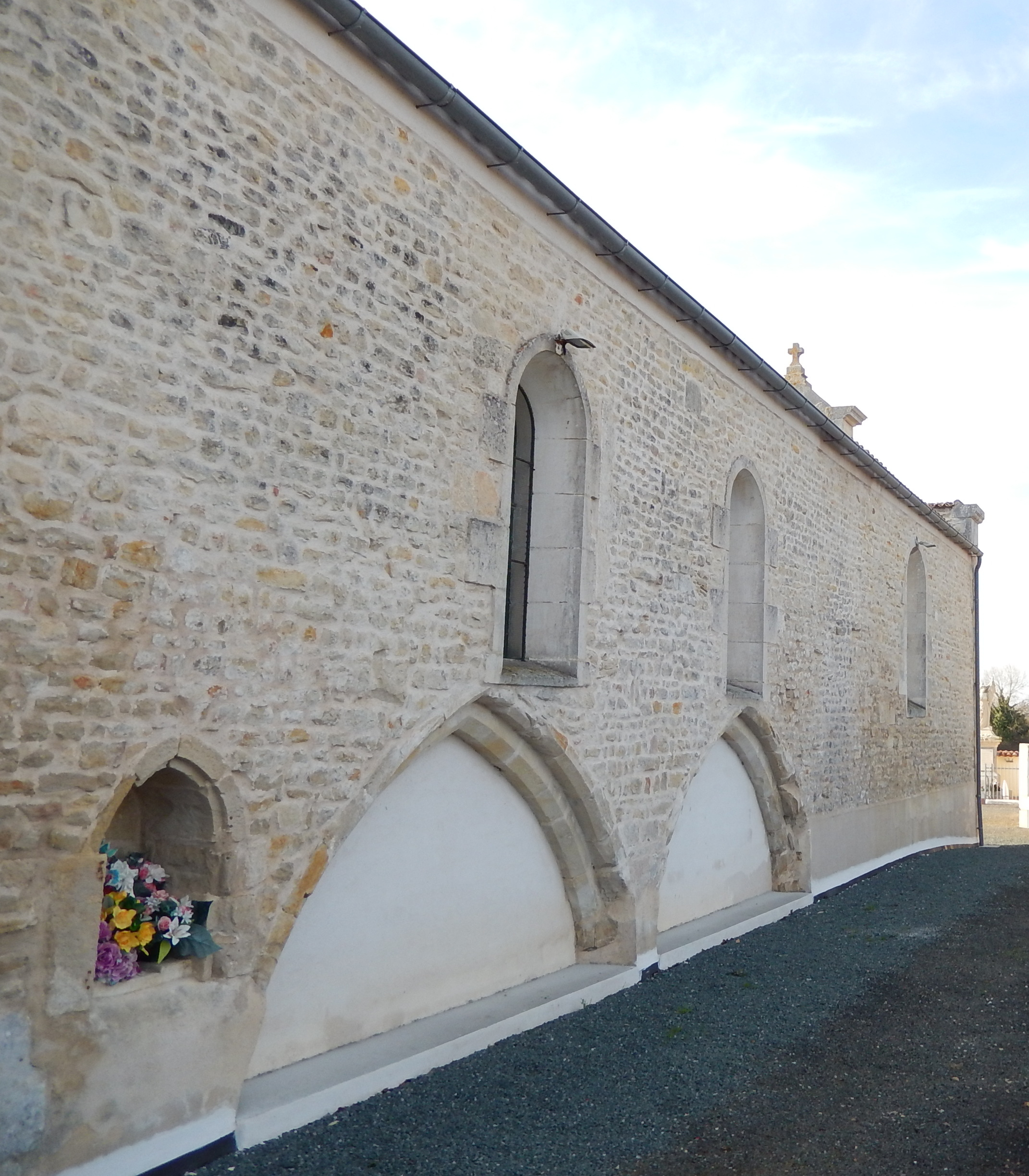
Le mur nord-est de l'église.
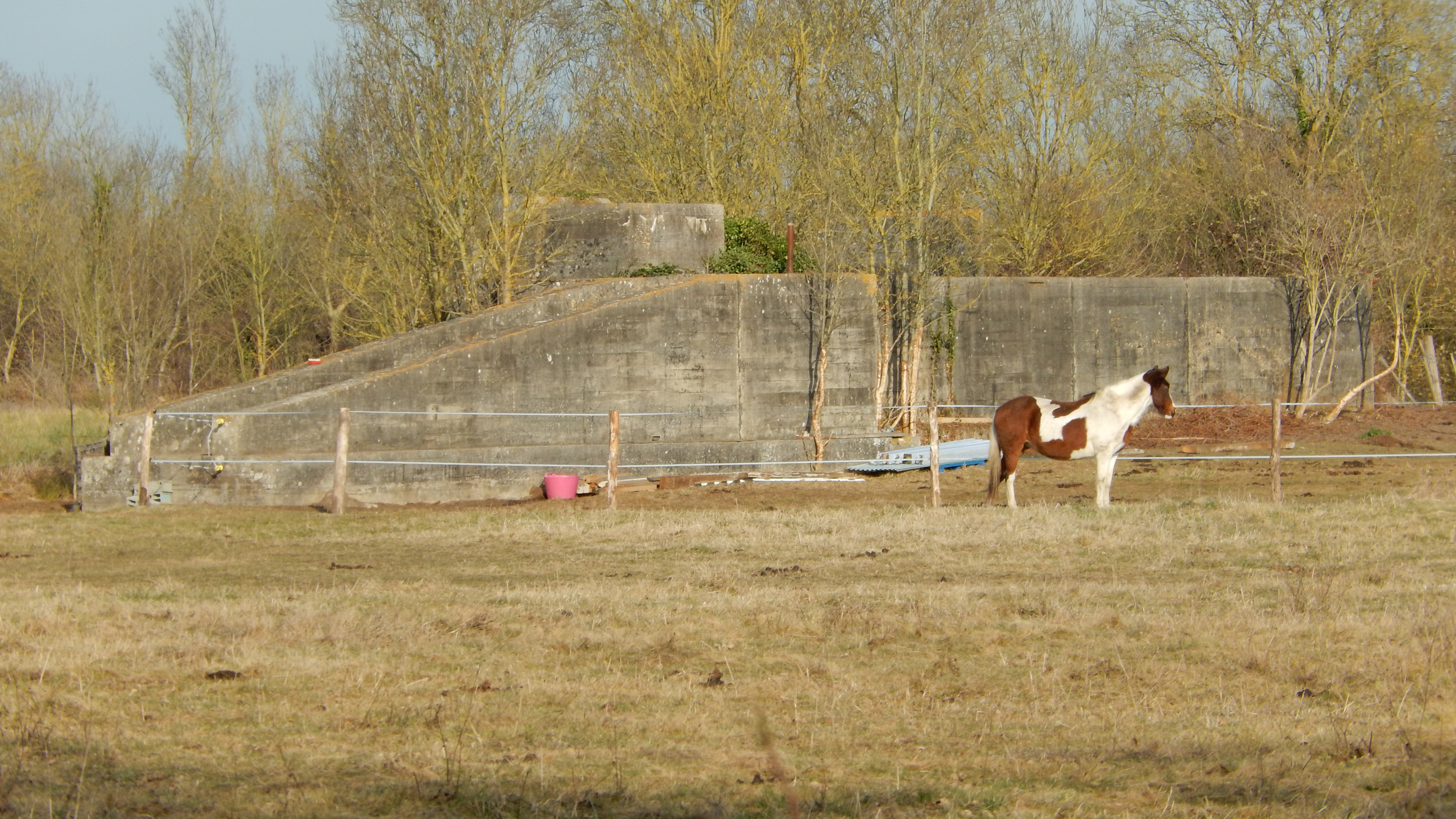
Les bâtiments allemands de la Seconde Guerre Mondiale.
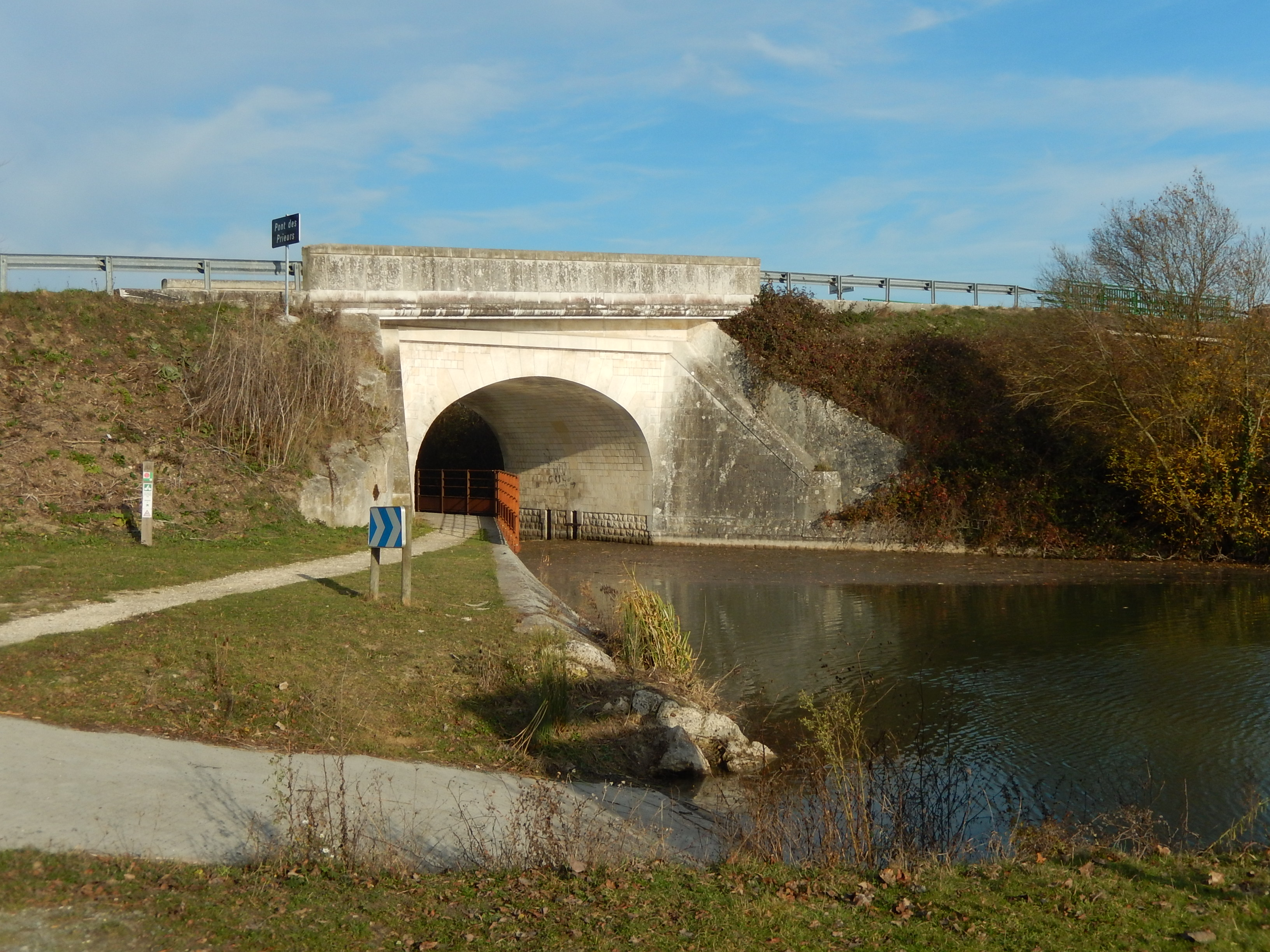
Le Pont des Prieurs, avec la Vélodyssée à gauche sur l'image.